# 창춘제역
창춘제역(중국어: 长椿街站)은 중국 베이징시 시청구 진룽제 가도·광안먼네이 가도 접경의 쉬안우먼 대가·창춘가·나오스커우 대가 교차로에 위치한 베이징 지하철 2호선의 지하철역이다. 또한 베이징 지하철에서 가장 작은 역으로서 승강장은 900㎡에 불과하고, 역의 총 면적은 1500㎡ 미만이다.

## 역 구조
이 역은 쉬안우먼 서대가(宣武門西大街, 동서방향)과 창춘가(长椿街, 남북방향)의 교차로에 있다. 정류장은 동서방향으로 배치되어 있다.
| 지면층          | 출구                            | A—D출구                                    |
| 지하 1층        | 대합실                          | 고객 센터, 자동발매기, 이카통(一卡通) 충전 |
| 지하 2층 승강장 | ←                               | ■ 2호선 내선순환 (푸싱먼)                  |
| 지하 2층 승강장 | 섬식 승강장，왼쪽 출입문이 열림 |                                            |
| 지하 2층 승강장 | →                               | ■ 2호선 외선순환 (쉬안우먼)                |

## 출구
창춘제역에는 모두 8개의 출구가 있다: A1 서북서, A2 서북동, B1 동북동, B1 동북서, C1 동남동, C2 동남서, D1 서남서, D2 서남동.
|                            |                                                           |      |  |
| 출구                       | 출구 인근                                                 | 사진 |  |
| 出口 · A · 1               | 쉬안우먼 서대가(북측), 진수이 빌딩, 다청 빌딩, 진위 빌딩  |      |  |
| 出口 · A · 2               | 쉬안우먼 서대가(북측), 나오스커우 대가(서측), 쑤저우 빌딩 |      |  |
| 出口 · B · 1               | 쉬안우먼 서대가(북측), 둥즈이 호동, 신화통신사            |      |  |
| 出口 · B · 2               | 쉬안우먼 서대가(북측), 나오스커우 대가(동측)              |      |  |
| 出口 · C · 1               | 쉬안우먼 서대가(남측), 궈화 쇼핑몰, 창춘제 동리           |      |  |
| 出口 · C · 2               | 쉬안우먼 서대가(남측), 창춘가(동측)                       |      |  |
| 出口 · D · 1               | 쉬안우먼 서대가(남측), 창춘제 서리                        |      |  |
| 出口 · D · 2               | 쉬안우먼 서대가(남측), 창춘가(서측)                       |      |  |
| 아이콘 설명: 휠체어 리프트 |                                                           |      |  |

## 역사
본 역은 초기 베이징 지하철 1기공정의 역으로, 1971년 1월 15일에 시운전을 시작하였는데, 당시의 상행역은 난리스루역이었다가 1987년 12월 28일에 창춘제-베이징역 구간과 2기공정의 순환선으로 재편되었고, 원래 1단계 공사의 창춘제-난리스루역 구간은 창리 연락선(长礼联络线)으로 변경되었다.